# George K. Arthur
George K. Arthur (27 de enero de 1899 – 30 de mayo de 1985), fue un actor y productor cinematográfico británico. 

## Biografía
Nacido en Littlehampton, Sussex del Oeste (Inglaterra), sus primeros éxitos llegaron a finales de la década de 1920 trabajando junto a Karl Dane formando el dúo cómico 'Dane & Arthur'.
Actuó en 59 filmes entre 1919 y 1935. En 1955 fue nominado al Oscar al mejor cortometraje por On the Twelfth Day. Ganó dicho premio en 1956 por el cortometraje The Bespoke Overcoat.
George K. Arthur estuvo casado en dos ocasiones y falleció en 1985 en Nueva York.

## Filmografía seleccionada
- The Bespoke Overcoat (1956)
- Chasing Rainbows (1930)
- China Bound (1929)
- Detectives (1928)
- Bardelys the Magnificent (1926)
- The Boob (1926)
- Lady of the Night (1925)
- Irene (1925)
- The Salvation Hunters (1925)
- The Wheels of Chance (1921)
- Kipps (1921)
- Spring Fever (1919)

## Premios y distinciones
Premios Óscar
| Año  | Categoría                       | Película           | Resultado |
| ---- | ------------------------------- | ------------------ | --------- |
| 1956 | Mejor cortometraje - Dos rollos | On The Twelfth Day | Nominado  |